# Gliese 6
Gliese 6 is een type A hoofdreeksster in het sterrenbeeld Andromeda op 106 lichtjaar van de Zon. De ster is tussen de 3,4 en 4,1 miljard jaar oud.